# 수랑겔 휩스 주니어
수랑겔 휩스 주니어(영어: Surangel S. Whipps Jr., 1968년 8월 9일 ~ )는 팔라우의 기업인, 정치인이다. 2021년부터 팔라우의 대통령으로 재직하고 있다. 팔라우 가트팡주 출신이다.
미국 메릴랜드주 볼티모어에서 팔라우 상원·하원 의장을 역임했던 수랑겔 휩스 시니어와 메릴랜드주 출신 어머니의 아들로 태어났다. 그 뒤 미국 미시간주에 위치한 앤드루스 대학교에서 경영학 및 경제학 학위를 취득했고, 캘리포니아 대학교 로스앤젤레스에서 경영학 석사 학위를 취득했다. 2008년부터 2016년까지 상원의원으로 재직했으며, 2021년 1월 21일 팔라우의 제10대 대통령으로 취임했다. 전세계 옹서(장인과 사위) 대통령 2호이며, 동시에 전세계 최초의 처남-매부 대통령 1호이다.

## 역대 선거 결과
| 선거명      | 직책명          | 대수 | 정당   | 1차 득표율 | 1차 득표수 | 2차 득표율 | 2차 득표수 | 결과 | 당락 |
| ----------- | --------------- | ---- | ------ | ---------- | ---------- | ---------- | ---------- | ---- | ---- |
| 2016년 선거 | 팔라우의 대통령 | 9대  | 무소속 | 38.32%     | 3,762표    | 48.68%     | 4,865표    | 2위  | 낙선 |
| 2020년 선거 | 팔라우의 대통령 | 10대 | 무소속 | 46.30%     | 3,546표    | 56.71%     | 5,699표    | 1위  | 당선 |
| 2024년 선거 | 팔라우의 대통령 | 10대 | 무소속 | 57.74%     | 5,626표    |            |            | 1위  | 당선 |